# Madrasa de Al-Nasir Muhammad
La Madrasa de Al-Nasir Muhammad es una madrasa y un mausoleo ubicado en el área de Bayn al-Qasrayn de la calle al-Muizz en El Cairo, Egipto. Fue construida a nombre del sultán mameluco Al-Nasir Muhammad ibn Qalawun, pero su construcción comenzó en 1296 bajo el reinado del sultán Al-Adil Kitbugha, que fue sultán entre el primer y segundo reinados de Al-Nasir Muhammad. Cuando Al-Nasir Muhammad regresó al trono en 1299, supervisó su construcción hasta su finalización en 1303. Es adyacente al anterior hospital y complejo funerario del Sultán Qalawun y la posterior Madrasa del Sultán Barquq.

## Antecedentes históricos
Al-Nasir Muhammad fue el noveno sultán mameluco de Egipto, el hijo menor del sultán Qalawun, y vivió de 1285 a 1341. Fue investido sultán tres veces, de 1293 a 1294, de 1299 a 1309 y de 1309 a 1341. En diciembre de 1293, el hermano mayor de Al-Nasir Muhammad, el sultán Al-Ashraf Khalil, fue asesinado, dejando el trono a Al-Nasir Muhammad, de 9 años. Durante sus dos primeros reinados, Al-Nasir Muhammad desempeñó el papel de un sultán nominal, siendo su vice sultán y visires los gobernantes activos debido a su corta edad. En el momento de su tercer reinado, Al-Nasir Muhammad tenía 24 años y tomó el mando completo del sultanato mameluco. Este período transcurrió sin grandes conflictos y marcó el punto culminante del poder mameluco en Egipto. Al-Nasir Muhammad puso en marcha muchas obras públicas, como la construcción de canales, plazas, madrasas y mezquitas.
Esta madrasa fue iniciada por el sultán al-'Adil Katbugha, quien gobernó desde 1294 hasta 1296 (entre el primer y segundo reinados de al-Nasir Muhammad), pero fue completada por al-Nasir Muhammad durante su segundo reinado (1299-1309). El historiador islámico Al-Nuwayri registra que Al-Adil Kitbugha construyó el mausoleo junto con la oración iwan, y Al-Nasir Muhammad completó la construcción del edificio y agregó el minarete. Además, el historiador islámico Al-Maqrizi informa que Al-Adil Kitbugha supervisó la construcción del edificio hasta la parte superior de la banda de inscripción, y Al-Nasir Muhammad llevó a cabo el resto de su construcción. Fue inaugurada en 1303, cuando se añadió el minarete.
Al-Nasir Muhammad nunca fue enterrado en el mausoleo que lleva su nombre. Tenía miedo de los disturbios después de su muerte debido a la rivalidad entre sus emires, y eligió ser enterrado en secreto en el mausoleo de su padre, el mausoleo del sultán Qalawun. Sin embargo, es el lugar de enterramiento de su madre Bint Sukbay y su hijo Anuk.

## Arquitectura

### Descripción general

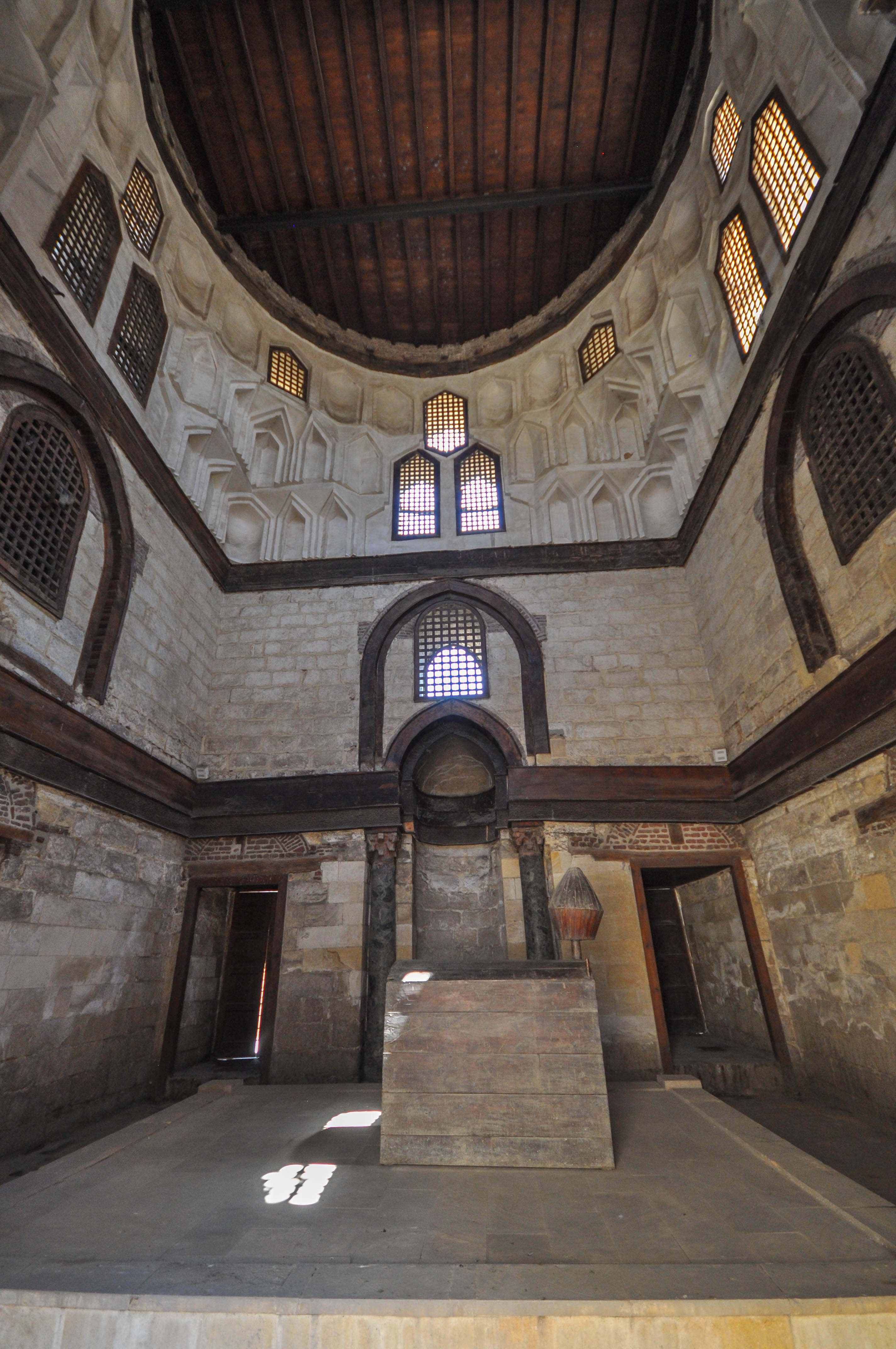
Interior del mausoleo.

La Madrasa de Al-Nasir Muhammad se encuentra junto al complejo del mausoleo de su padre, el sultán Qalawun, y el del posterior sultán Barquq, en la zona de Bayn al-Qasrayn. Está construida con ladrillo y tiene diseños e inscripciones de estuco en el exterior e interior. La inscripción a lo largo de la fachada está a nombre de Al-Nasir Muhammad, pero termina con la fecha de fundación original de 1296. Esto implica que después de recuperar el trono en 1299, Al-Nasir Muhammad reemplazó el nombre de Al-Adil Kitbugha con el suyo sin alterar la segunda parte de la inscripción.
La Madrasa de Al-Nasir Muhammad es una de las tres únicas madrasas de El Cairo que albergaba las cuatro escuelas de jurisprudencia sunitas. La madrasa alberga el último mihrab de estuco (nicho que indica la dirección de la oración ) en Egipto, único por sus protuberancias de estuco en relieve en forma de huevo en alto relieve con adornos perforados que decoran el capó del mihrab El estilo recuerda mucho a la talla de estuco producida en Tabriz, Irán, bajo el dominio de los iljaníes mongoles, y los historiadores han sugerido que fue elaborado por artistas del Irán mongol o Tabriz. Aparte del mihrab, relativamente poca decoración ha sobrevivido en general en el interior del edificio de al-Nasir Muhammad.
El mausoleo abovedado está separado de la madrasa por el pasillo de entrada principal, desde el que se accede. Mirando a través del pasillo de entrada principal hay ventanas en la madrasa y el mausoleo que los unen visualmente. Este es esencialmente el mismo diseño que el mausoleo-madrasa del sultán Qalawun (su padre) al lado. La cúpula del mausoleo se derrumbó en 1870 y nunca fue reemplazada, dejando solo el tambor de la cúpula visible hoy. Un simple techo de madera ahora cubre el espacio que alguna vez estuvo cubierto por la cúpula.

### El portal

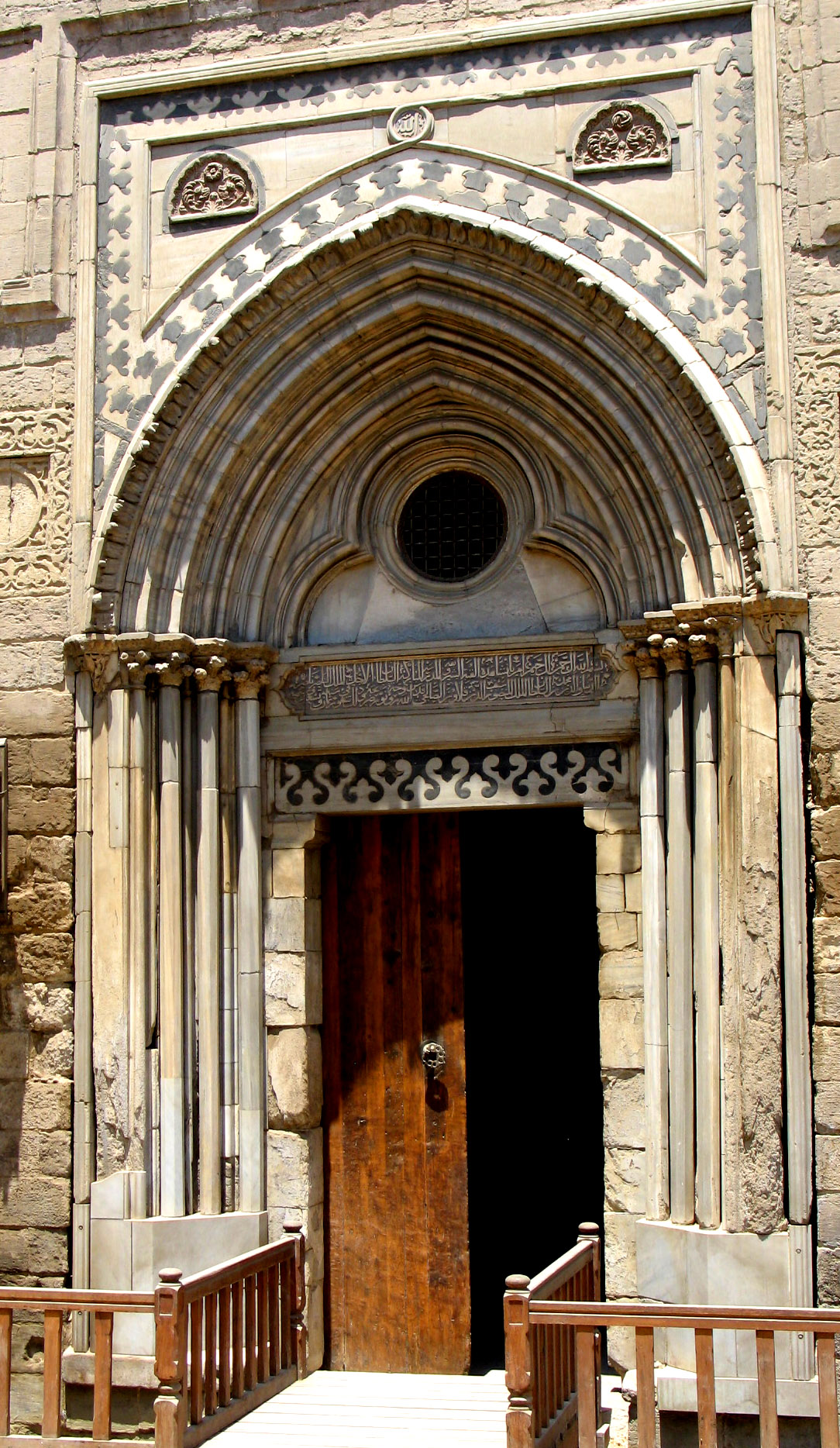
El portal de la Madraza de Al-Nasir Muhammad

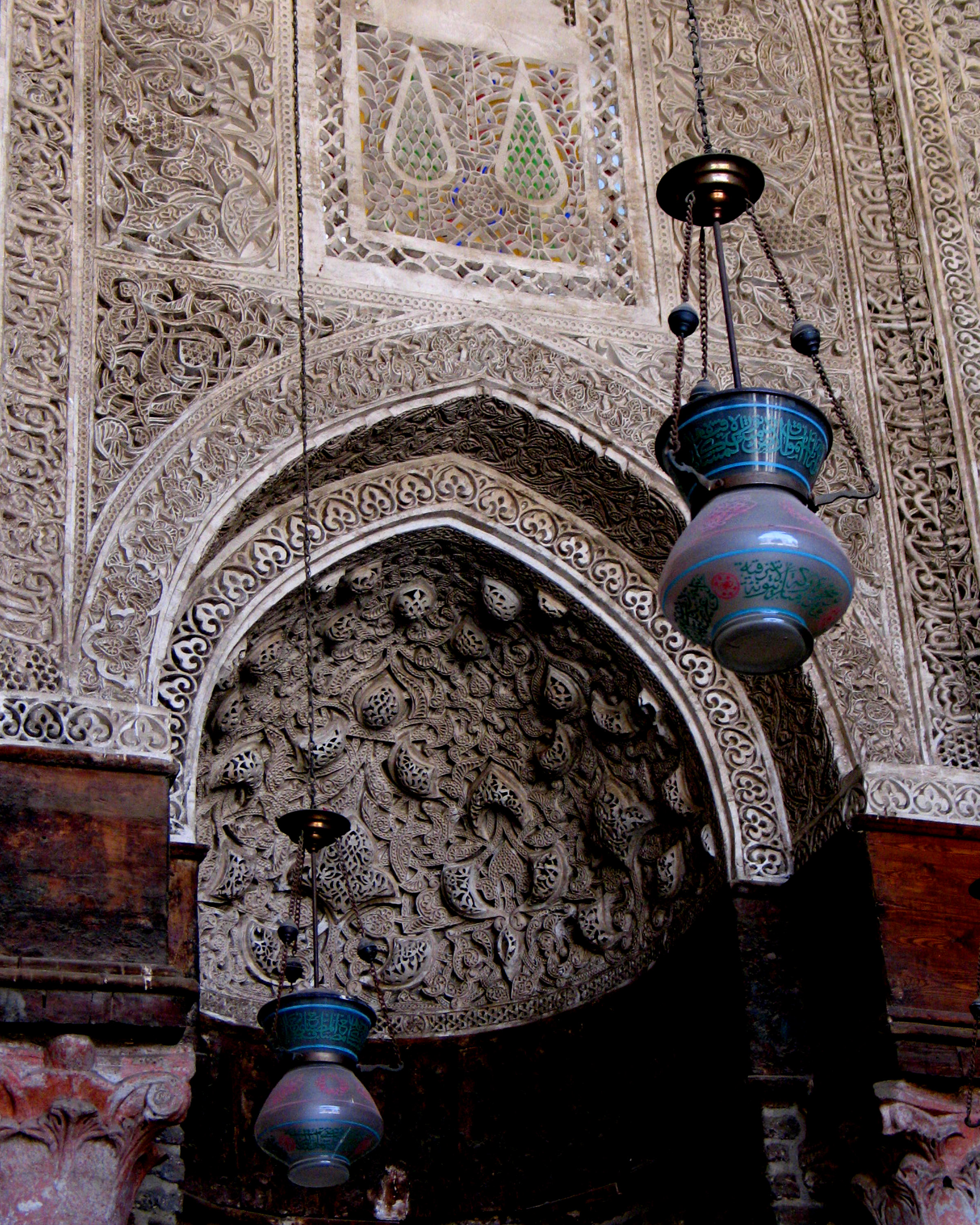
El mihrab en la Madrasa de Al-Nasir Muhammad.

El aspecto más singular de la Madrasa de Al-Nasir Muhammad es su portal de mármol gótico, adquirido de una iglesia cristiana en la ciudad de Acre después de la victoria de al-Ashraf Khalil contra los cruzados en 1291. Después de la batalla, Khalil nombró su emir ʿAlam al-Din Sanjar al-Shujaʿi al-Mansuri ( عَلَمُ الدِّينِ سَنْجَرُ الشُّجَاعِيُّ المَنْصُورِيُّ , romanizado: ʿAlam ad-Dīn Sanǧar aš-Šuǧāish sus muros). Cuando el emir llegó a la iglesia con este portal como puerta, decidió transportarla en su totalidad de regreso a El Cairo. Lo guardó durante el resto del reinado de Khalil y durante todo el primer reinado de Al-Nasir Muhammad, pero el sultán Al-Adil Kitbugha se lo arrebató y lo usó en esta madrasa.
El portal "consta de un arco apuntado con un triple hueco flanqueado por tres esbeltas columnas a cada lado". En la parte superior del arco está inscrito "Alá". El historiador islámico medieval Al-Maqrizi elogió este portal por su artesanía, diciendo: "Su puerta es una de las cosas más asombrosas que los hijos de Adán han elaborado, ya que está hecha de una sola pieza de mármol blanco, de forma maravillosa y exaltada en la mano de obra". Aunque hay varios otros portales distinguidos en mezquitas y madrasas dentro de El Cairo, esta puerta tiene un significado histórico, actuando como un trofeo por la victoria musulmana sobre los cruzados. Al-Maqrizi. El gran elogio de este portal podría deberse a este valor sentimental añadido o su atractivo exótico.

## El minarete

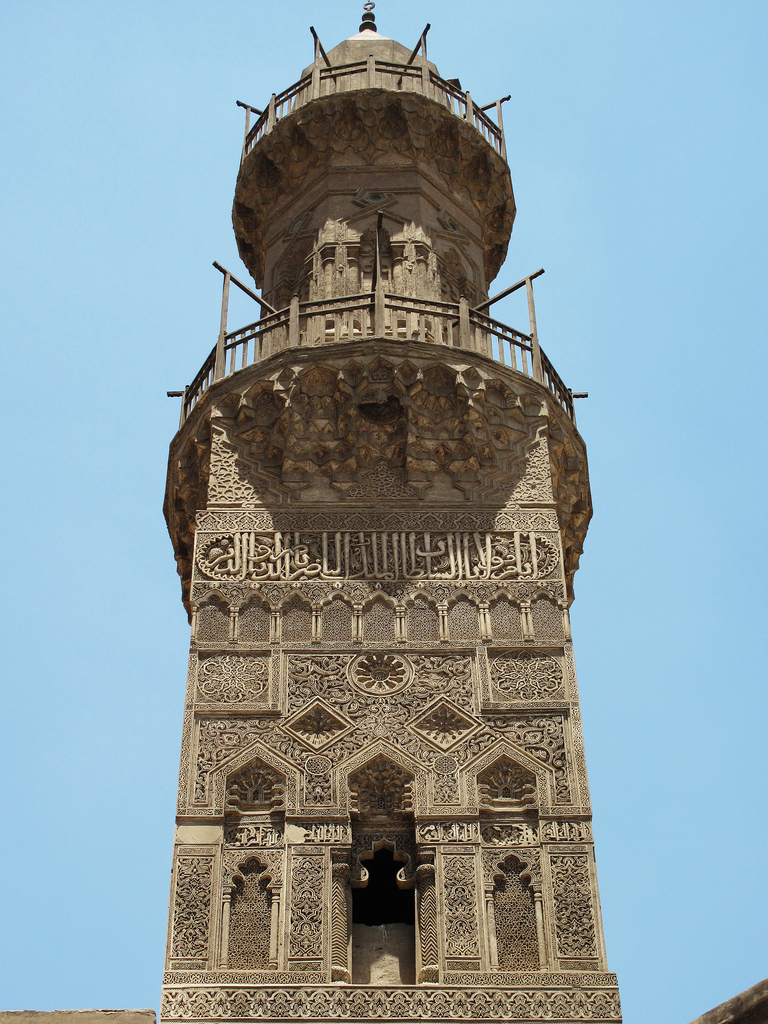
El minarete de la Madrasa

Los diseños de estuco altamente estilizados y decorados en la sección rectangular inferior de este minarete agregan otro elemento de singularidad a la Madrasa de Al-Nasir Muhammad. Este es uno de los únicos minaretes de estuco que quedan en El Cairo e incluye decoraciones de medallones, nichos con arcos de quilla y secciones llenas de patrones geométricos y florales. Los medallones y los nichos con arcos de quilla son similares a los de la decoración fatimí y ayubí anterior, y los patrones florales son característicos de las tallas de estuco de este período. Algunos de los patrones geométricos se parecen a los utilizados en el mihrab de la mezquita al-Azhar. Una banda de caligrafía cúfica corre a través de la arcada decorativa inferior, mientras que una gran inscripción en  caligrafía thuluth corona la parte superior de la sección rectangular, justo debajo de un balcón de muqarnas esculpidas, y contiene el nombre de al-Nasir Muhammad. Algunos historiadores han sugerido que la calidad y densidad del trabajo de estuco aquí indica la participación de artesanos magrebíes o andalusíes en su creación.
El minarete también es inusual ya que se construyó directamente sobre el portal de entrada y sobre el corredor de entrada principal, una decisión de diseño que era rara en la arquitectura mameluca, que generalmente coloca minaretes en sus propios contrafuertes sólidos aparte de la entrada para garantizar mayor estabilidad.
Solo la sección rectangular inferior es original, el segundo piso probablemente fue agregado por el sultán Inal, ya que se asemeja a otro minarete de piedra que construyó en su nombre. Tiene fuste octogonal y elementos de vidrio o cerámica verde que rellenan las molduras que rodean sus paneles en arco de quilla. La sección superior sobre esto es probablemente de la era otomana.